# John Rooney (squash)
Pour les articles homonymes, voir Rooney.
John Rooney, né le 20 octobre 1979 à Galway, est un joueur professionnel de squash représentant l'Irlande. Il atteint le 52e rang mondial en octobre 2004, son meilleur classement. Il est champion d'Irlande en 2009 et 2010. 

## Biographie
Il se qualifie pour les championnats du monde 2003 et les championnats du monde 2009. Il met fin à sa carrière en 2011, atteint par un syndrome de fatigue chronique. Il devient ensuite entraineur aux États-Unis puis en Irlande.

## Palmarès

### Titres
- Championnats d'Irlande : 2 titres (2009, 2010)